# Бребоя
Бребоя (укр. Бребоя) — село в Богданской сельской общине Раховского района Закарпатской области Украины.
Население по переписи 2001 года составляло 710 человек. Почтовый индекс — 90645. Телефонный код — 3132. Занимает площадь 5,10 км². Код КОАТУУ — 2123681303.